# 夕刊 ゴジらじ
夕刊 ゴジらじ（ゆうかん ゴジらじ）は、NHK名古屋放送局がラジオ第1（JOCK 729kHz）で2013年4月1日から東海地方向けに放送しているラジオ情報番組。

## 概要
NHKでは、東日本大震災や受信料の値下げなどの影響により、テレビの地域番組枠が削られる一方で、ラジオの地域番組強化が図られている。2012年度はまず東日本大震災の被災地である東北地方でこの取り組みが展開されたが、2013年度、南海トラフを震源とする巨大地震で大きな被害が予想される東海地方でも同様の取り組みが進められることになった。
内容は仙台局の『宮城100%井戸端ラジオ ゴジだっちゃ!』同様、普段からラジオを聴く習慣を身に着けてもらうことを主眼としており、通常時は地域のニュースや話題、音楽などを提供する。東海3県をエリアとしており、福井局JOFG 927KHz 金沢局JOJK 1224KHz 富山局JOIG 648KHzと静岡局JOPK 882kHzでは放送されていない（北陸地区及び静岡県では2017年度まで当該時間帯に『先読み!夕方ニュース』をフルネットで放送していた）。
パーソナリティは男女2名が担当しており、2018年4月1日からは、6年ぶり3度目の名古屋勤務となる「村竹勝司」（男性3代目・担当前の2017年度までは津局アナウンサー）と、「新田谷萌」（女性3代目）が担当している。（番組開始当初から2019年3月までの歴代パーソナリティは後述）
また、2018年4月より、毎週水曜日に限り「にっぽん列島夕方ラジオ」として全国放送（厳密には当番組放送時間に地域番組を制作していない地域に放送）している。2019年度は対象が第1・3・5週水曜に縮小。
番組で読まれるお便りには毎週テーマが付けられており、郵便、FAX、メールの他、ツイッター(#nhkgo)でも募集している。
不定期(年に数回)で放送局を飛び出し、東海地方の各地で公開放送を行う。その際のニュースや天気予報は名古屋放送局のスタジオからアナウンサーが伝える。
毎年最終放送回は、NHK名古屋放送センタービル1階プラザウェーブ21で、公開放送を行う。こちらは午後4時5分からの放送開始の約1時間50分の拡大版である。

## 放送媒体と日時
NHK名古屋ラジオ第1放送　平日 17:00〜17:55
- 大相撲本場所期間中と祝日（振替休日含む）は休止。
- 高校野球全国大会時は試合展開により短縮または休止。
- 国会中継が延長した場合は短縮放送または中止。
- 『にっぽん列島夕方ラジオ』として放送される日は、17:05に同番組として放送する地区向けへの飛び乗りポイントを設けている。

なお、2013年5月27日から「NHKネットラジオ らじる★らじる」を利用して、「関西ラジオワイド」（大阪局）・「ゴジだっちゃ!」（仙台局）とともに全国で聴取可能となった。スマートフォンアプリでは同年8月9日から対応を開始した（高校野球全国大会期間中であり番組は中止。実際の運用は8月20日からだった）。2018年4月12日から民放ラジオポータルサイト「radiko（第2次実験配信）」でも聴取可能。

## パーソナリティー
現在
- 吉田真人（2025年3月31日 -  / アフターファイブはご機嫌よしだね）
- 髙木理加（2025年3月31日 - / 毎日元気にリカバリー）名古屋局契約キャスター[注釈 1]。
- 市橋里音奈（2025年3月31日 - / 東海地方の一番端まで届いてますか～？）名古屋局契約キャスター。2022年度から2024年度まで「まるっと!ぎふ」キャスター[注釈 1]

過去
- 渡邊晶子（2023年4月3日 - 2025年3月7日/ あなたの心にお届けする煌めくショーケース）名古屋局契約キャスター。2020年度から2022年度まで「まるっと!」リポーター
- 村竹勝司（2018年4月1日 -  2025年3月7日/ あなたの心にお届けするショータイム）元「ほっとイブニング」キャスター
- 若竹明日香（2021年3月30日 - 2023年3月10日/ あなたの心をほんわかさせたい ）
- 新田谷萌（2020年3月30日 - 2021年3月12日 / あなたの心に届ける笑顔もえ(萌)）
- 杉浦史織（2018年4月1日 - 2020年3月27日 / あなたの心にブックマーク）
- 飯田紀久夫（2015年3月30日 - 2018年3月31日）
- 石垣真帆（2013年4月 - 2018年3月31日）名古屋局契約キャスター・番組内の天気予報も担当。現・NHKラジオセンター
- 神門光太朗（2013年4月1日 - 2015年3月27日）現・NHK札幌放送局
尚、神門と石垣は2018年4月から2019年3月まで、『ごごラジ!』（全国放送）で再び共演していた。

## オジらじ君
オジらじ君とは、2013年4月1日に、リスナーの考案したいくつかの案の中から選ばれた夕刊ゴジラジの公式マスコットキャラクターである。

## タイムテーブル

### 前半
- 17:00  オープニング
- 17:04  ニュース・天気（村竹がそのまま読む。）
※気象情報は、アナウンサーが読む。
- 17:16頃 ゴジまん
  - 身近な生活の話題を中心に届ける。
- 17:28頃 交通情報（日本道路交通情報センターから）

### 後半
- 17:30頃 ゲストコーナー（いない場合はメッセージとリスナーからのリクエスト）
- 17:45頃 ゴジらじ通信
  - 月　街頭インタビュー/中継
  - 火　中継/番組普及キャンペーン（不定期）
  - 水　コミュニティFMからの地域情報の紹介
  - 木　中継
  - 金　観光情報 - 東海地方各地の商工会議所や観光センター、公共施設等を電話やリポーターを派遣して中継で結んでイベント情報を伝えてもらう。
  - 不定期
    - ドラゴンズキャンプリポート
- 17:53頃 ワンポイント気象情報
- 17:54頃 エンディング・次回予告
  - 週末には、NHK総合テレビジョンで土曜日朝7:30から放送している『ウイークエンド中部』キャスターの田中逸人・水島奈緒、リポーターの加藤里奈のいずれかが番宣を行う。
  - かつては金曜日は必ずと言っていいほど名古屋局アナウンサーだった永井伸一が偶然を装ってこの頃にスタジオに（出張中にも電話で）乱入し、キャスターを務めていた総合テレビジョン（東海・北陸地方の各放送局ローカル）で金曜日放送の『ナビゲーション』の案内を行っていた。
  - 神門がパーソナリティの頃は不定期で番組終了後に局入口前でリスナー集会を開催していた。

## ゴジまんの内容

### 定期
- スローエアロビック
- 旬の食材・長寿の食卓
- ニュース一週間（各週末）
- 中日ドラゴンズ・チームの仕上がりは？

### 不定期
- 東日本大震災から７年・名古屋から支え続ける
- 岐阜かかみがはら航空宇宙博物館
- 究極の“松阪牛”

### 過去
- 防災士・石垣真帆の「防災これを！」（月末）

## 中継先のFM局
愛知県
- FMななみ（愛知県津島市）
- United North（愛知県犬山市）
- i-wave（愛知県一宮市）
- RADIO SANQ（愛知県瀬戸市）
- エフエムEGAO（愛知県岡崎市）
- Pitch FM（愛知県刈谷市）
- ラジオ・ラブィート（愛知県豊田市）
- エフエム豊橋 （愛知県豊橋市）

岐阜県
- FMらら（岐阜県可児市）
- FM PiPi（岐阜県多治見市）

三重県
- いなべFM（三重県いなべ市）
- CTY-FM（三重県四日市市）
- Suzuka Voice FM（三重県鈴鹿市）